# أولفيرا
بلدية أولفيرا أو البيرة (بالإسبانية: Olvera)‏، هي إحدى بلديات مقاطعة قادس، التي تقع في منطقة الأندلس جنوب إسبانيا.
يبلغ عدد سكانها 8.614 نسمة وفقاً لإحصائية سنة (2002).